# Governador Lindenberg
Governador Lindenberg är en kommun i Brasilien.   Den ligger i delstaten Espírito Santo, i den sydöstra delen av landet, 900 km öster om huvudstaden Brasília. Antalet invånare är 10 874. Arean är 359 kvadratkilometer.
Terrängen i Governador Lindenberg är kuperad söderut, men norrut är den platt.
Omgivningarna runt Governador Lindenberg är huvudsakligen savann. Runt Governador Lindenberg är det ganska glesbefolkat, med 22 invånare per kvadratkilometer.